# La madre (Deledda)
La madre è un romanzo di Grazia Deledda pubblicato a puntate nel 1919 nel giornale Il tempo ed in volume nel 1920 da Treves di Milano.

## Trama
La protagonista è Maria Maddalena, madre di Paulo, il parroco di Aar (nome immaginario), un paesino sui monti sardi. Paulo si è innamorato della giovane Agnese, che vive sola, e ben presto fra i due nasce una relazione amorosa. Paulo è diviso fra l'amore per Dio e quello per la bella parrocchiana. Maria Maddalena, che tanti sacrifici ha fatto nella sua vita per allevare il figlio, scopre la relazione e inizia a tormentarsi. A un certo punto Paulo, spinto da sensi di colpa, decide di lasciare Agnese, la quale in un primo momento vorrebbe vendicarsi rendendo nota la vicenda all'intera comunità. Ma la donna infine rinuncia al suo proposito: ciò nonostante la madre di Paulo, profondamente provata dal dolore e dall'angoscia, muore all'improvviso in chiesa, lasciando nel prete un grande rimorso.

## Edizioni

### Edizioni italiane
- La madre, Milano, Treves, 1920

### Traduzioni
- (EN) The woman & the priest. (a cura di ) Mary G. Steegmann, London, J. Cape, 1922;
- (EN) con la prefazione di D. H. Lawrence, The mother, 1923 e riveduta 1928 ora ristampata nella nuova edizione con la traduzione di Mary G. Steegman La madre (The Woman and the Priest) o The Mother, Daedalus/Hippocrane, London, 1987.

## Riduzioni cinematografiche
- Proibito, film del 1954
- La madre, film del 2014